# Ceriana
Ceriana ist eine italienische Gemeinde der Provinz Imperia in Ligurien, im Hinterland von Sanremo. Der Ort liegt im Armeatal auf ca. 370 Metern Höhe über NN und hat 1078 Einwohner (Stand 31. Dezember 2023) auf einer Fläche von 32 km².

## Geschichte
Der Ort wurde in der Zeit der römischen Antike gegründet, vermutlich im 3. Jahrhundert.

## Sehenswürdigkeiten

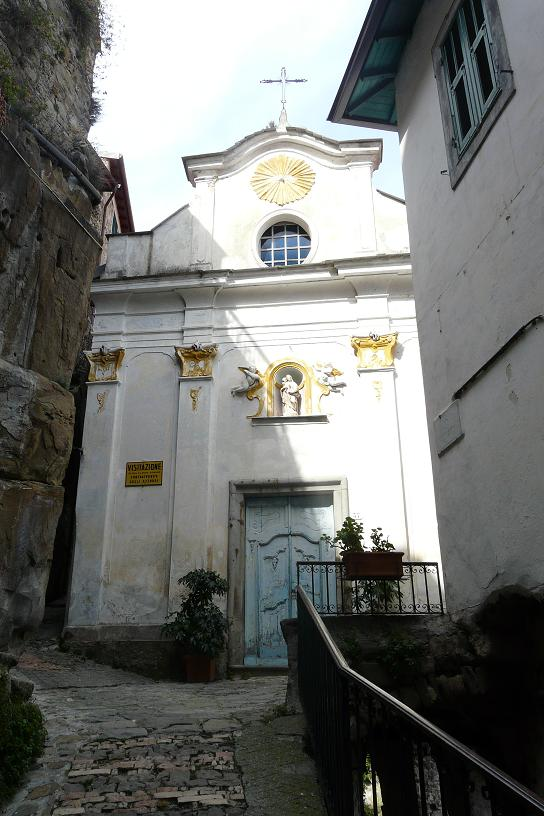
Kapelle in Ceriana

- Zu den Sehenswürdigkeiten Cerianas gehört die Kirche di San Pietro e Paolo im Stil der Romanik, die im 12. Jahrhundert errichtet wurde. Sie wurde im Inneren im Stil der Renaissance umgestaltet. Die Kapelle Santa Caterina entstammt dem 18. Jahrhundert.
- Wallfahrtskirche Madonna della Villa enthält Stuckarbeiten 1794/1798 des Stuckateurs Pietro Notari aus Curio TI zusammen mit Pietro Lucchese aus Pambio.
- Hinter der Ortschaft erhebt sich der Monte Ceppo mit 1627 m Ü. M. Der Ort liegt auf dem Weg zum Bergdorf Bajardo.